# 中華人民共和国現役将校法
中華人民共和国現役将校法（ちゅうかじんみんきょうわこくげんえきしょうこうほう）とは、中華人民共和国の軍事に関する行政法。原語表記「中华人民共和国现役军官法」。

## 概要
中国軍事の基幹法として国防法があり、徴兵・兵役の募集に関する法律が兵役法であり、現役将校法は募兵後の規定を定めたものである。1988年9月5日に成立し、2000年12月28日に修正された。8章54条からなる法律である。詳細を規定した条例として「军官军衔条例（内務条令）」があり、また、関連条例として「军官服役条例（規律条令）」（兵役法36条による設置）がある。本法律と兵役法および各条例と合わせ、中国解放軍の軍制度を規定している。なお、「現役士官法」と翻訳する例も見受けられる。